# Кумкват
Кумква́т (иер. трад. 金桔, ютпхин: gam1 gwat1, кант.-рус.: кам куат), также фортунелла или кинка́н (яп. キンカン) — группа видов растений семейства рутовые (Rutaceae). Ранее включался в род цитрус (Citrus), но позже был выделен в самостоятельный род Fortunella.
В некоторых классификациях все виды кумквата выделяют в один вид рода цитрусов семейства рутовых: лат. Citrus japonica (цитрус японский), не следует путать с лат. Fortunella japonica (маруми кумкват) — одним из видов отдельного рода Fortunella (кумкват) семейства рутовых, выделяемым согласно другим классификациям.

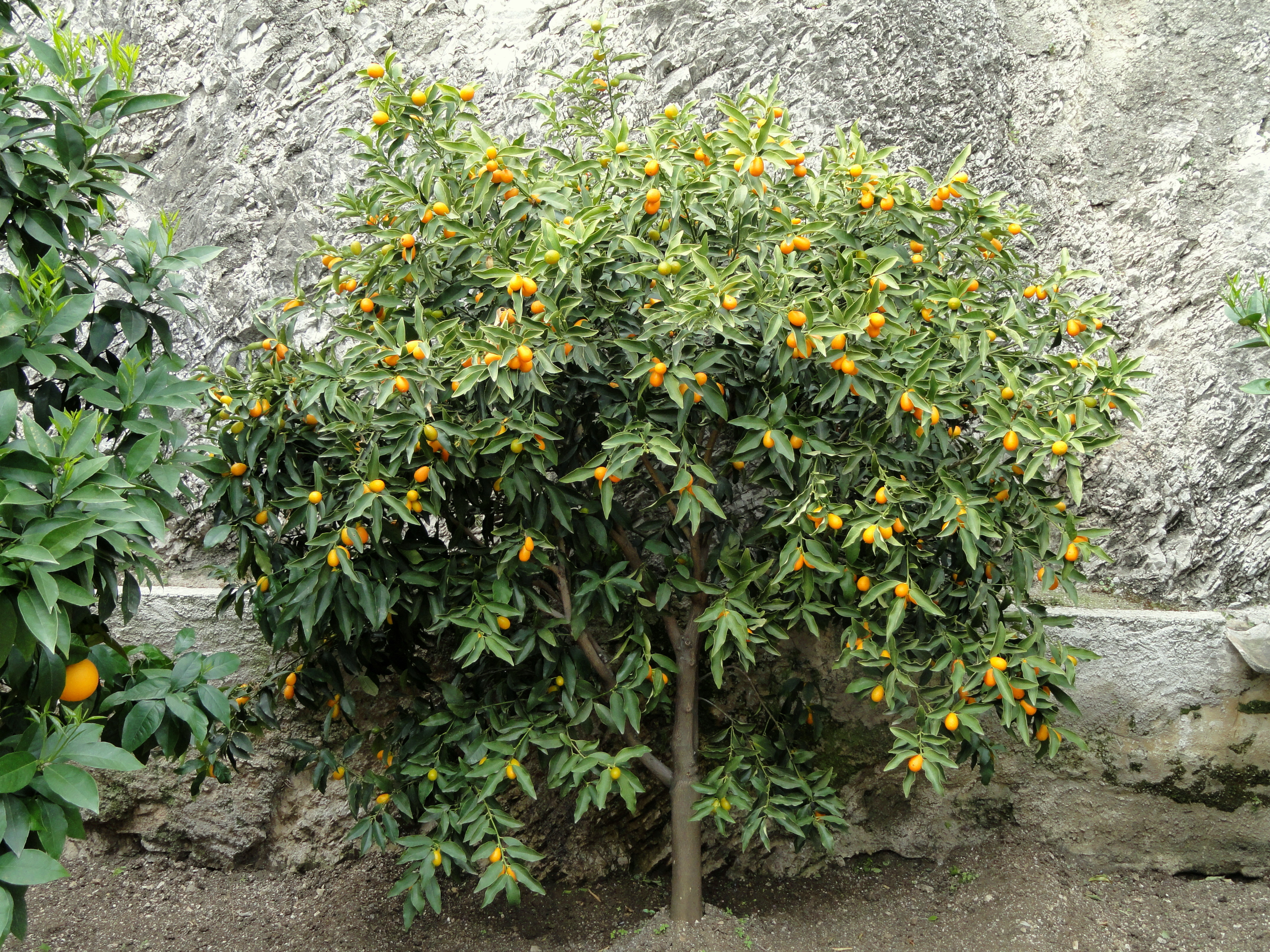
Кумкват

## Этимология
Научное название «фортунелла» (лат. Fortunella) было присвоено в честь Роберта Фортьюна (англ. Robert Fortune), который, являясь коллекционером Лондонского королевского садоводческого общества, завёз в 1846 году растения в Европу из Китая. Название «кумкват» возникло от созвучного кантонского названия (金桔), в переводе дословно означающего «золотой апельсин», «кинкан» — от созвучного японского названия (キンカン), дословно означающего тоже «золотой апельсин».

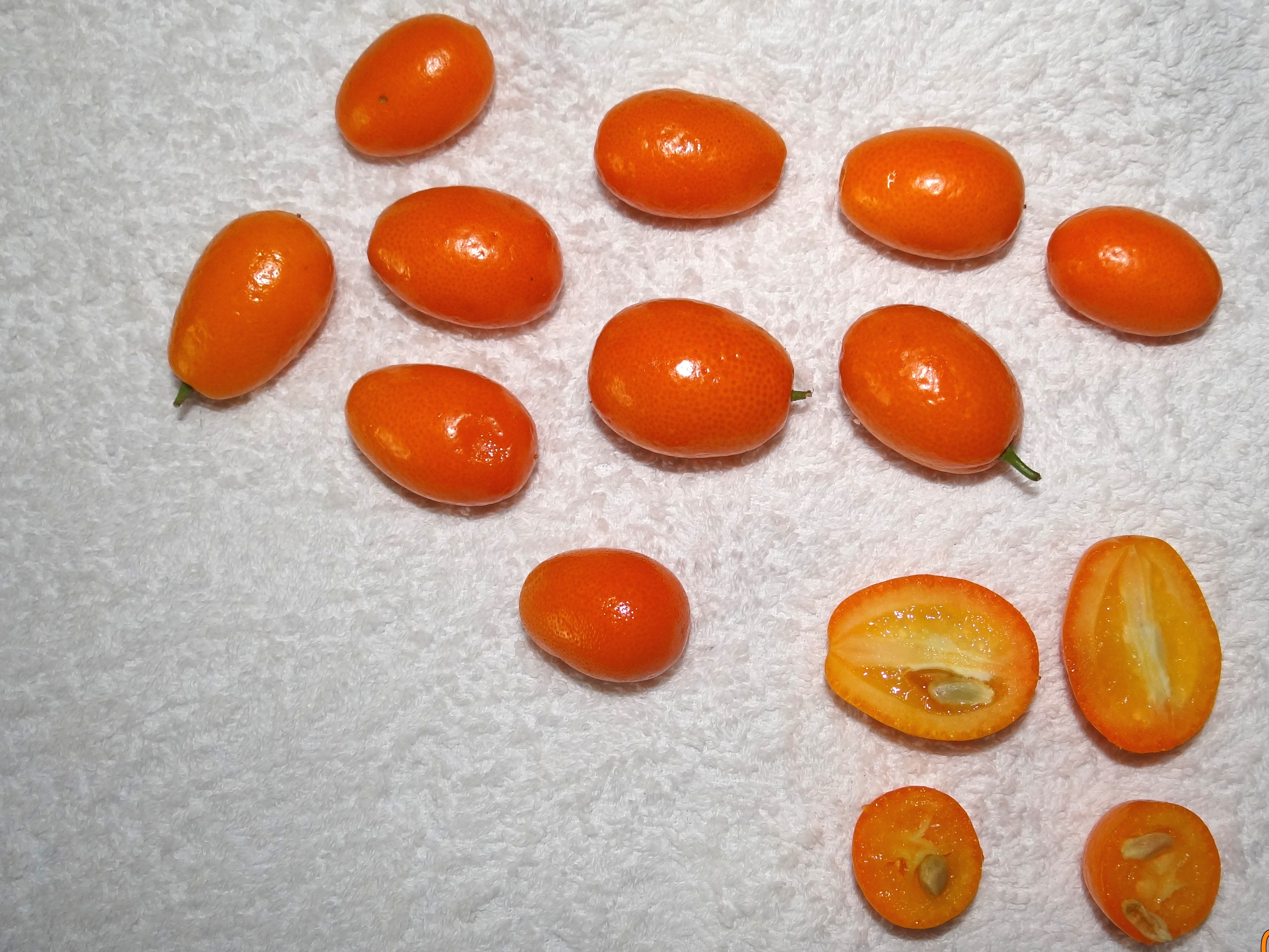
Плоды Fortunella margarita (Кумквата Нагами)

## Ботаническое описание
В природе встречаются несколько видов кумквата, различающихся формой плода. Это медленно растущие вечнозелёные кустарники или низкие деревья высоты от 2,5 до 4,5 метров (8-15 футов), с густыми ветвями, иногда с небольшими шипами.
Побеги сплюснутые, трёхгранные, гладкие, с короткими колючками или без них.
Листья темно-зелёные глянцевые, 4-6 см длины и 1,5-2 см ширины с просвечивающимися желёзками.
Цветки в числе одного-трёх, пазушные, белые, похожи на цветы других цитрусовых.
Плод округлый, 2-2,5 см в диаметре, золотисто-жёлтый. По виду плоды кумквата напоминают миниатюрные овальные апельсины размера со сливу, по вкусу — мандарин с лёгкой кислинкой; съедобны полностью, со сладкой кожурой. В зависимости от размера кумкват может производить сотни или даже тысячи плодов в год.

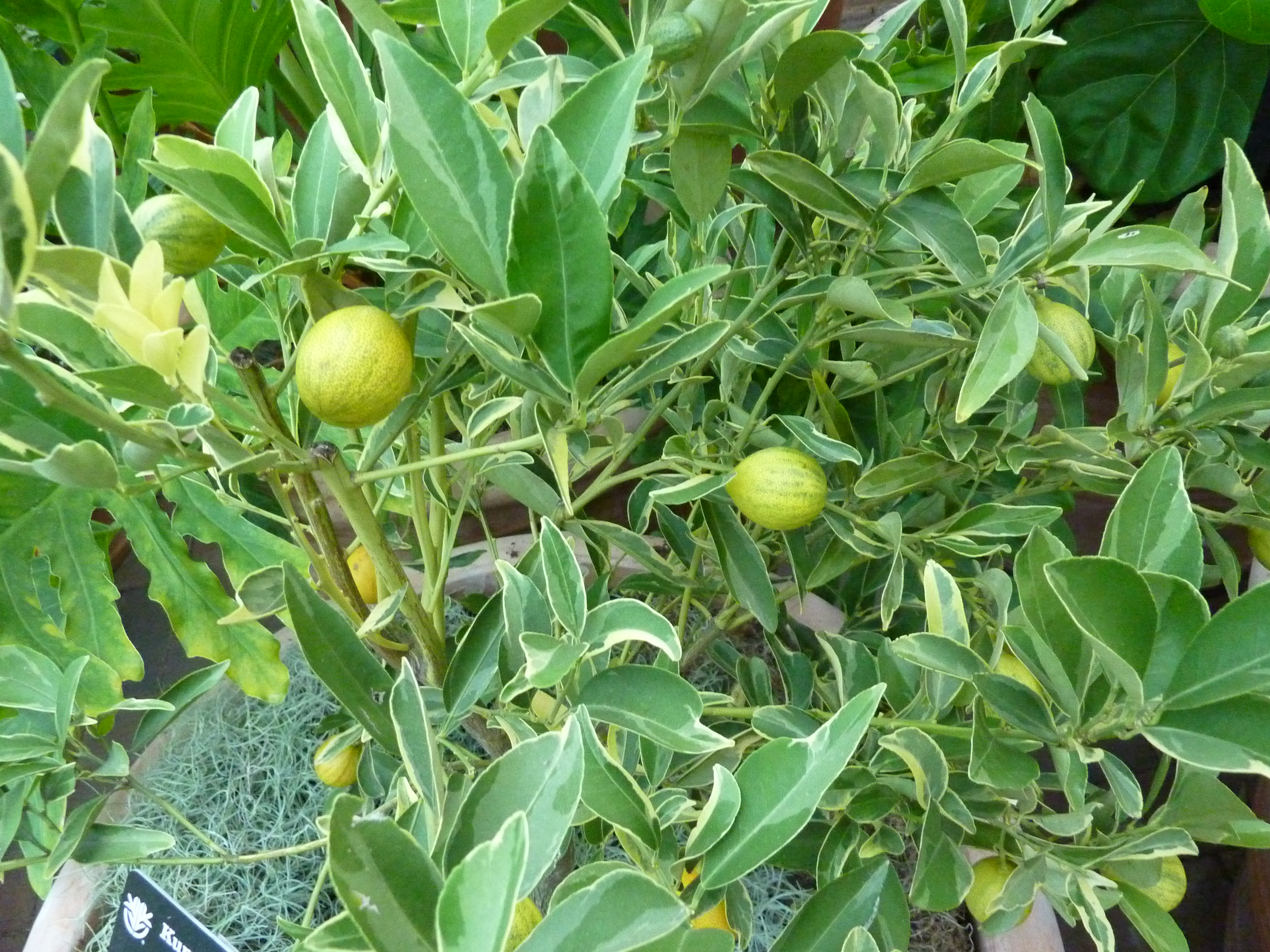
Пёстролистная форма

## Распространение и среда обитания
Родиной кумквата является Южная Азия и Азиатско-Тихоокеанский регион. Произрастает на юге Китая, а также в Юго-Восточной Азии, Японии, на Ближнем Востоке, в Южной Европе (особенно на греческом острове Корфу) и на юге США (особенно во Флориде). На постсоветском пространстве растёт на Черноморском побережье Кавказа в районе Сочи, в Крыму, в районе Ялты, а также в Абхазии.
Самая ранняя историческая ссылка на кумкваты обнаружена в литературе Китая XII века. Их давно культивируют в Индии, Японии, Тайване, на Филиппинах и в Юго-Восточной Азии. Они были ввезены в Европу в 1846 году Робертом Фортуном, коллекционером Лондонского садоводческого общества, а вскоре после этого были привезены в Северную Америку.

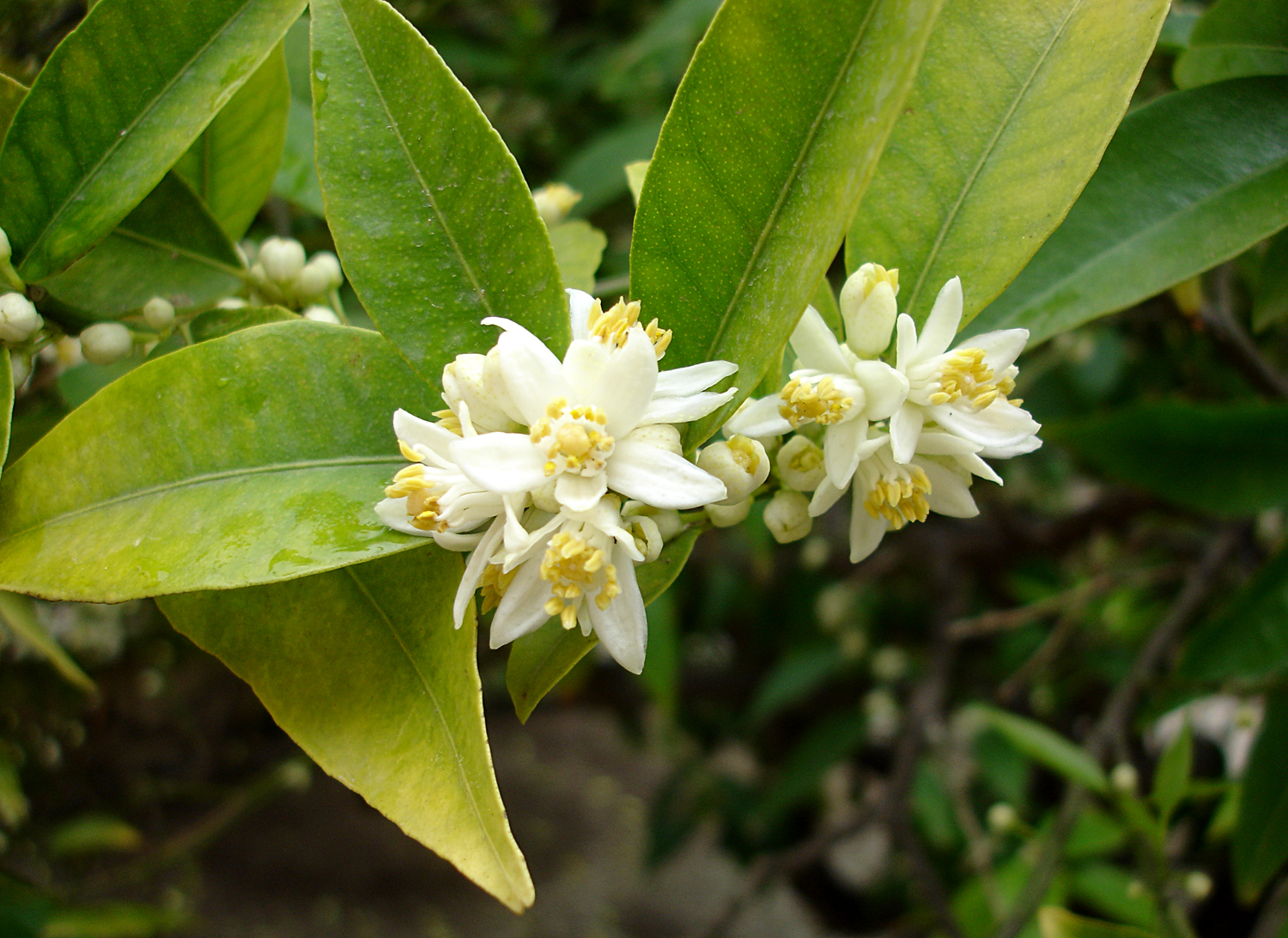
Цветы Fortunella margarita

## Хозяйственное значение и применение
Кумкват употребляют как в сыром, так и в переработанном виде (цукаты, варенье, мармелад, ликёры). Употребляют с кожурой, так как мякоть кислая, кожура сладкая с незначительной горчинкой.
Кумкват часто выращивают как комнатное растение.

### Выращивание в культуре
Редко выращивают из семян, поскольку у сеянцев слабая корневая система. В Китае и Японии для размножения растения делают прививку к понцирусу трёхлисточковому (Poncirus trifoliata).

### Пищевая ценность
| Сырой кумкват (пищевая ценность на 100 г) |                       |                           |                                  |
| вода: 80,85 г                             | сухие остатки: 0,52 г | пищевые волокна: 6,5 г    | энергетическая ценность: 71 Ккал |
| белки: 1,88 г                             | жиры: 0,86 г          | углеводы: 15,90 г         | моносахариды: 9,36 г             |
| микроэлементы                             |                       |                           |                                  |
| кальций: 62 мг                            | железо: 0,86 мг       | магний: 20 мг             | фосфор: 19 мг                    |
| калий: 186 мг                             | медь: 0,095 мг        | натрий: 10 мг             | цинк: 0,17 мг                    |
| витамины                                  |                       |                           |                                  |
| витамин C: 43,9 мг                        | витамин B1: 0,037 мг  | витамин B2: 0,090 мг      | витамин B3: 0,429 мг             |
| витамин B5: 0,208 мг                      | витамин B6: 0,036 мг  | витамин B9: 0 мг          | витамин B12: 0,00 мг             |
| витамин A: 290 ME                         | ретинол: 0 мкг        | витамин E: 0,15 мкг       | витамин K: 0,0 мкг               |
| жирные кислоты                            |                       |                           |                                  |
| насыщенные: 0,103 г                       | ненасыщенные: 0,154 г | полиненасыщенные: 0,171 г | холестерол: 0 мг                 |

## Таксономия
Fortunella Swingle Journal of the Washington Academy of Sciences 5(5): 165—168. 1915 г.

### Виды
В настоящее время выделяется шесть видов кумквата:
- Fortunella crassifolia Swingle — кумкват мейва[3]
- Fortunella hindsii (Champ. ex Benth.) Swingle — кумкват гонконгский[3]
- Fortunella japonica (thunb.) Swingle — кумкват японский, или кумкват круглый, или маруми[3]
- Fortunella margarita (Lour.) Swingle typus[1] — кумкват маргарита, или кумкват овальный, или нагами[3]
- Fortunella obovata Tanaka
- Fortunella polyandra (Ridl.) Tanaka — кумкват малайский

Также известны гибриды:
- Ичангкват (Citrus ichangensis x Fortunella sp.) — лимон ичанский и кумкват
- Каламондин (Citrus reticulata x Fortunella margarita) — мандарин и нагами кумкват
- Кумандарин (Citrus reticulata x Fortunella sp.) — мандарин и кумкват
- Лаймкват (Citrus aurantiifolia x Fortunella sp.) — лайм и кумкват
- Лемонкват (Citrus limon x Fortunella sp.) — лимон и кумкват
- Оранжекват (Citrus unshiu x (F. japonica x F. margarita)) — мандарин уншиу и кумкват
- Цитранжкват (C. sinensis x P. trifoliata) x Fortunella sp.) — цитранж и кумкват
- Цитрумкват (Poncirus trifoliata x Fortunella sp.) — трифолиата и кумкват
- Kucle (C. deliciosa x C. salicifolia) x Fortunella margarita) — клементин и нагами кумкват
- Procimequat (C. aurantiifolia x Fortunella sp.) x Fortunella hindsii) — лаймкват и гонконгский кумкват